# Shochū Omimai Mōshiagemasu
Singles de Cute
Bye Bye Bye!
(2009) Everyday Zekkōchō!!
(2009)
Shochū Omimai Mōshiagemasu (暑中お見舞い申し上げます) est le 9e single "major" et 14e single au total du groupe de J-pop Cute, sorti le 1er juillet 2009 au Japon sur le label zetima, écrit et produit par Tsunku. Il atteint la 5e place du classement Oricon. 
Sortent aussi une édition limitée du single avec un DVD bonus, et une version "Single V" (vidéo). Deux éditions spéciales "event V" seront vendues lors de prestations du groupe.  
La chanson-titre figure sur le 5e album du groupe, Shocking 5. C'est le second single sans Kanna Arihara, alors mise en repos du groupe, dont le départ définitif est annoncé dans les jours suivant la sortie du disque. La chanson-titre est une reprise d'un single du groupe Candies sorti en 1977.

## Membres
- Maimi Yajima
- Erika Umeda
- Saki Nakajima
- Airi Suzuki
- Chisato Okai
- Mai Hagiwara

## Titres
Single CD
1. Shochū Omimai Mōshiagemasu (暑中お見舞い申し上げます?)
2. "Zansho Omimai Mōshiagemasu." (「残暑 お見舞い 申し上げます。」?) (par Airi Suzuki en solo)
3. Shochū Omimai Mōshiagemasu (暑中お見舞い申し上げます?) (instrumental)

Single V
1. Shochū Omimai Mōshiagemasu (暑中お見舞い申し上げます?) (PV)
2. Shochū Omimai Mōshiagemasu (暑中お見舞い申し上げます?) (Close-up Ver.)
3. Making of (撮影メイキング?)

DVD de l'édition limitée
1. Shochū Omimai Mōshiagemasu (暑中お見舞い申し上げます?) (Dance Shot Ver.)

DVD de l'édition "event V"
1. Cutie Girls Shugyōchū ~Kunō no 120 Hiai~ (キューティーガールズ修行中 ~苦悩の120日間~?)

DVD de l'édition "event V 2"
1. Shochū Omimai Mōshiagemasu (Umeda Erika Solo Ver.)
2. Shochū Omimai Mōshiagemasu (Yajima Maimi Solo Ver.)
3. Shochū Omimai Mōshiagemasu (Nakajima Saki Solo Ver.)
4. Shochū Omimai Mōshiagemasu (Suzuki Airi Solo Ver.)
5. Shochū Omimai Mōshiagemasu (Okai Chisato Solo Ver.)
6. Shochū Omimai Mōshiagemasu (Hagiwara Mai Solo Ver.)